# Ниреш (Клуж)
Ниреш (рум. Nireș) насеље је у Румунији у округу Клуж у општини Мика. Oпштина се налази на надморској висини од 256 m.

## Становништво
Према подацима из 2002. године у насељу је живело 1175 становника.

### Попис2002.
| Расподела становништва по националности 2002.‍ | Расподела становништва по националности 2002.‍ | Расподела становништва по националности 2002.‍ | Расподела становништва по националности 2002.‍ | Расподела становништва по националности 2002.‍ |
| --------------------------------------------- | --------------------------------------------- | --------------------------------------------- | --------------------------------------------- | --------------------------------------------- |
|                                               |                                               |                                               |                                               |                                               |
| Румуни                                        | Румуни                                        |                                               | 540                                           | 46,0%                                         |
| Мађари                                        | Мађари                                        |                                               | 624                                           | 53,1%                                         |
| Роми                                          | Роми                                          |                                               | 11                                            | 0,9%                                          |